# Olga de Meyer
Maria Beatrice Olga Alberta Caracciolo, Baronesa de Meyer (Londres, 8 de agosto de 1871 — Áustria, 1930/1931) foi uma artista, modelo, socialite, patrona das artes, e escritora britânica. Ela era mais conhecida como a esposa do fotógrafo Adolf de Meyer e possivelmente foi a filha natural do rei Eduardo VII do Reino Unido. Depois de 1916 ela preferia ser conhecida como Mahrah de Meyer.

## Fundo

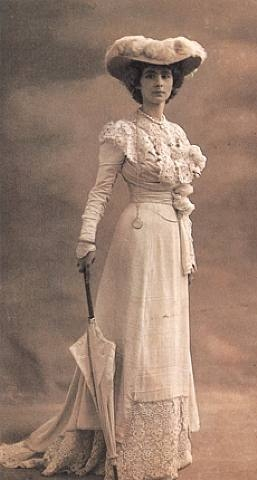
Olga fotografada pelo marido Adolf em c. 1905.

Donna Maria Beatrice Olga Alberta Caracciolo, filha do nobre napolitano Gennaro Caracciolo Pinelli, Duque Caracciolo (1849-?), Filho mais velho do quarto Duque de Castelluccio, enquanto sua mãe foi Marie Blanche Sampayo (1849-1890), filha de Antoine François Oscar Sampayo, um diplomata francês que serviu como ministro do país para Portugal, e sua esposa americana, Virginia Timberlake.      
Sua bisavó Margaret O'Neill Eaton foi a figura central no caso Petticoat, um escândalo que assolou o presidente Andrew Jackson. Seu bisavó era o  Conde Auguste Regnaud de Saint-Jean d'Angely, um marechal da França. 

## Casamentos
Olga Caracciolo foi casada com:
- Nobre Marino Brancaccio (1852-1920), um nobre napolitano que era filho de Carlo Brancaccio, Príncipe de Triggiano e Duque de Lustra. Casaram em 9 de maio de 1892 e divorciou-se em 7 de junho de 1899, em Hamburgo, Alemanha.
- Adolph de Meyer (1868-1946), um artista. Eles se casaram em 25 de julho de 1899 em Londres.[10]

## Morte
Olga de Meyer morreu de um ataque cardíaco na clínica de desintoxicação na Áustria em 1930 ou 1931. 